# Tubuai
Pour les articles homonymes, voir Tubuai (homonymie).
Ne doit pas être confondu avec les îles Australes aussi appelées « îles Tupu'ai ».
Tubuai (prononcé toubouaï en français), en tahitien Tupuaʻi (graphie de l'Académie tahitienne) ou Tupuaì (graphie Raapoto) [tupuaʔi] est une île volcanique située dans le groupe des îles Australes, en Polynésie française. La commune de Tubuai est le chef-lieu de l'archipel.

## Géographie physique

Carte topographique de Tubuai

L'île de Tubuai est localisée un peu au-dessus du tropique du Capricorne au centre du groupe des îles Australes. Elle est située à 195 km de Raivavae, à 210 km de Rurutu, à 700 km de Rapa et 640 km au sud de Tahiti.
La surface des terres émergées est de 45 km2. L'île est constituée de deux anciens ensembles volcaniques culminant au mont Taita'a à 422 m et séparés par le col de Huahine (35 mètres). L'île est entourée d'un important lagon qui est le plus étendu des Australes. La barrière de corail qui l'entoure délimite un lagon de 85 km2 de surface soit le double de l'île. Il atteint parfois 5 km de large. Sa profondeur est faible, d'où une couleur caractéristique bleu turquoise voire jade. Pour une grande partie, elle avoisine les 6 mètres mais peut atteindre 25 mètres pour certains endroits du Sud-Sud-Est. Les eaux se renouvellent constamment grâce à un courant marin plutôt fort et assez constant. Cela contribue entre autres à la préservation des fonds océaniques et à la santé du corail qui ne souffre pas de blanchiment comme dans d'autres îles. La fraîcheur des eaux et la très faible pollution explique aussi cet effet ; l'île est en effet restée très préservée jusqu'à maintenant.
Huit îlots, motu en tahitien, entourent l'île (listés dans le sens horaire à partir du Nord de l'île) :
- Motu One (aussi appelé îlot de sable, au Nord)
- Motu Rautaro
- Motu Toena
- Motu Roa (aussi appelé Motu Tāpapatava'e)
- Motu Mitihā (Motiha'a à l'origine)
- Motu 'Ōfa'i (aussi appelé îlot caillou)[2]
- 'Iri'iriroa
- Îlot plat

De nombreux petits cours d'eau parsèment l'île bien que très peu d'entre eux ne rejoignent la mer. Ils s'arrêtent bien souvent dans des marécages. Seule la rivière de Vaiohuru a un réel écoulement. En revanche, ces rivières ont une pollution bien plus importante, qu'elle soit naturelle ou artificielle. En effet, la stagnation des eaux provoque souvent une pollution par la terre de l'eau rendant difficile voire impossible le développement animal. Seules les anguilles et quelques rares poissons d'eau douce s'y adaptent. Cette stagnation accentue la pollution humaine diverse qui ne s'évacue donc pas et provoque une pollution à longue durée. Surtout l'unique dépotoir est relié à une rivière importante et provoque ainsi la pollution la plus visible. Par ailleurs, l'encombrement des déchets risque à terme d'atteindre les nappes phréatiques. Ce sont là les deux seules véritables préoccupations vis-à-vis de la pollution sur l'île. Toutes les rivières ne sont cependant pas polluées malgré leur stagnation. On en trouve quelques-unes très limpides dans lesquelles se développent des crevettes d'eau douce (« chevrettes »). Celles-ci sont généralement plus en altitude.
Les marécages, alimentés par les rivières qui ne rejoignent pas la mer, représentent une assez grande partie de l'île. On en compte deux principaux dont la profondeur ne dépasse pas un mètre et qui sont en très grande partie recouverts d'herbes hautes et de petits morceaux de terre propice au développement d'un certain type de flore aimant l'humidité. Le reste des terres est très fertile, donc favorable à la production agricole. L'île est d'ailleurs parfois appelée l'« île verte ».

## Géologie
Comme toutes les îles du Pacifique, Tupu'ai est d'origine volcanique. Elle s'est formée à partir d'un point chaud fixe sous l'écorce terrestre, c'est-à-dire un volcan immergé qui est entré en éruption après plusieurs millions d'années. Celui-ci est commun à toutes les Australes, il s'agit du point chaud du Mac-Donald, situé à 430 km de Rapa et 340 km de Marotiri. Par accumulation des laves, l'île se forme lorsque le cratère atteint la surface. Cette formation est très lente : il faut entre 600 et 5 000 ans pour atteindre une hauteur d'un mètre. Le plafond océanique se trouvant, pour les Australes, à une profondeur de 4 000 mètres; il faut entre 2,5 et 20 millions d'années pour qu'une terre commence à émerger et, de fait, plus encore pour que l'île entière se forme. Le point chaud se réactive de façon périodique formant ainsi une île qui va alors dériver, une fois le cratère éteint, en suivant le mouvement de la plaque océanique à une vitesse d'environ dix centimètres/an. Les différentes îles Australes se sont formées ainsi et se suivent selon une ligne, la plus ancienne étant la plus éloignée du point chaud. Le volcan est assez peu actif dans l'ensemble, d'où un éloignement assez important des îles.

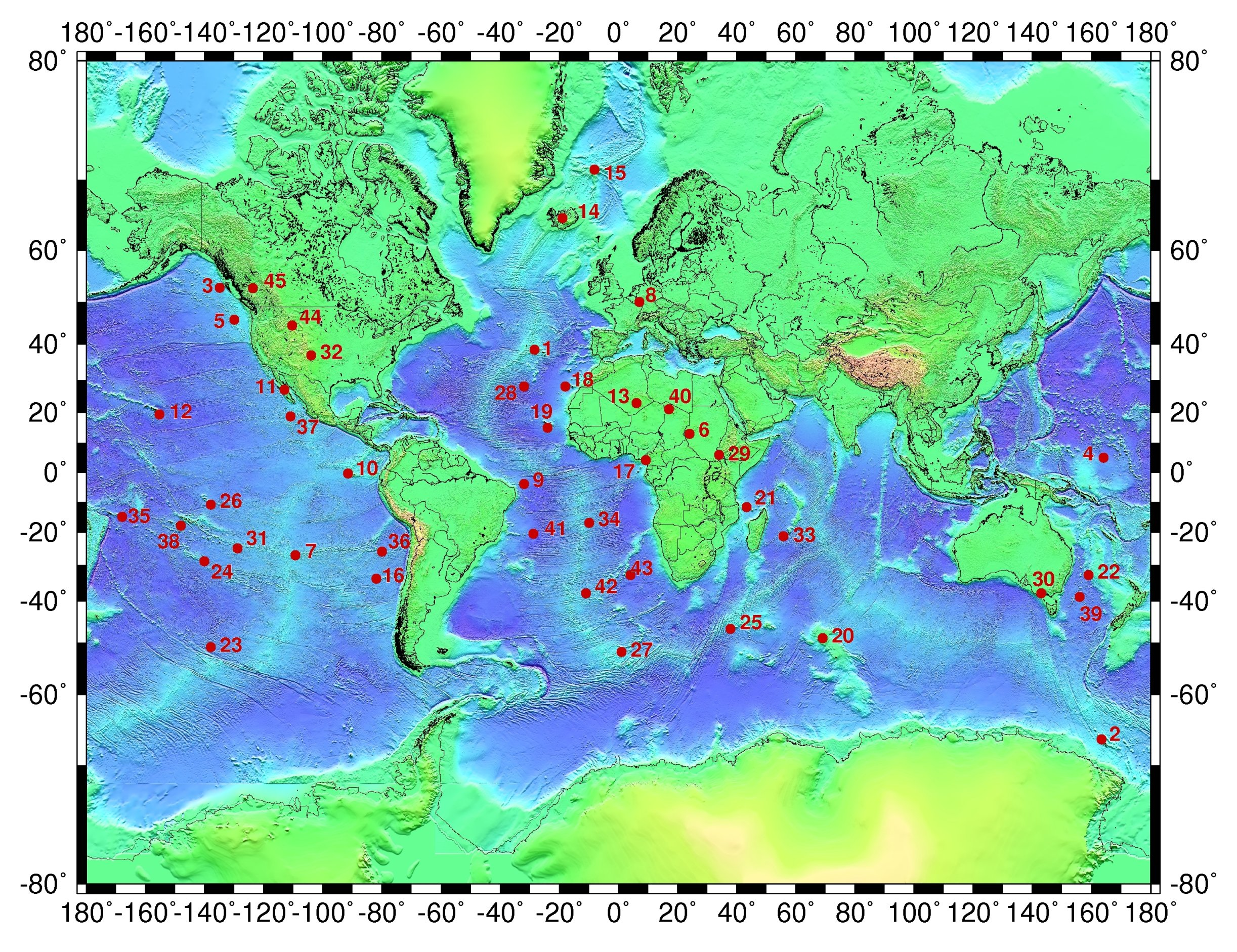
Le point chaud du Mac-Donald est le no 24 sur cette carte.

L'existence du point chaud du Mac-Donald n'est cependant pas la seule. En effet, l'alignement des îles est parfois décalé et a amené à l'hypothèse d'un deuxième point chaud ou même d'une zone chaude. Celle du Mac-Donald reste cependant la plus plausible car il est connu et localisé précisément. Il culmine aujourd'hui à une trentaine de mètres sous la surface de l'océan. Certaines éruptions ont même été constatées vers la fin des années 1980 par les navires océanographiques RV/Melville puis Le Suroît de l'Ifremer.
L'île de Tupu'ai aurait été formée il y a dix à douze millions d'années par le volcan du Mont Taita'a. L'autre volcan, de la montagne dite de « l'homme couché », se serait formé plus récemment, il y a environ 9,5 millions d'années. Leur base réside à 4 500 mètres de profondeur avec une longueur de 150 km sur 100 km de largeur. Le tout forme un cône gigantesque dont la partie émergée ne représente que 1/10 000 du volume total du cône.
Comme pour la plupart des îles tropicales, une barrière de corail s'est formée dès que les conditions nécessaires ont été réunies (surface suffisante, eaux chaudes et faible profondeur). Celle-ci entoure toute l'île en laissant quelques passes et, contrairement à Rurutu, de nombreuses plages sans corail, rendant ainsi la baignade possible. La ceinture ainsi formée a alors accueilli des îlots (motu), pas uniquement formés de corail ou de sable mais aussi, pour le motu 'Ōfa'i par exemple, de phonolithes, des roches venues des dernières explosions. La barrière de corail forme un grand lagon dont la surface est de 85 km2. Par ailleurs, aucune plage ne présente de sable noir d'origine volcanique comme à Tahiti, leur palette de couleur s'étend de l'ocre au blanc.

## Climat
Le climat de l'île est plus frais que celui de Tahiti, inférieur de 2 à 5 °C, comme pour l'ensemble des îles Australes, ce qui fait des températures entre 20 et 25 °C en moyenne par année. Le climat est donc plutôt tempéré même s'il se rapproche une large partie de l'année d'un climat tropical. C'est d'ailleurs l'archipel avec les conditions météorologiques les moins chaudes de Polynésie française. Cela en fait néanmoins un lieu intéressant pour la culture maraîchère qui est par ailleurs la principale activité économique de l'île. La température la plus basse mesurée sur l'île est de 9,2 °C. La mesure date du 31 août 1951. La plus haute fut quant à elle relevée le 25 mars 1980 et était de 32,7 °C. Les eaux du lagon atteignent 26 °C en été mais ne baissent que de quelques degrés en hiver.
Les précipitations sont de l'ordre de 2 000 mm/an avec à peu près 1 700 mm/an pour les années 2006 et 2007. Les records de précipitations sont pour le plus haut de 2 839 mm, mesuré en 1962 et pour le plus bas 1 186 mm en 1952. Le record de précipitations en un jour est quant à lui de 191 mm le 23 avril 1942.
L'insolation, qui se situe dans celle de la moyenne des Australes, est d'environ 1 970 heures par an, un des ensoleillements les plus faibles de Polynésie. L'humidité y est en revanche plus faible qu'à Tahiti de l'ordre de quelques pourcents, principalement du fait de sa latitude plus élevée et de sa moindre altitude, retenant ainsi moins les nuages.
Les alizés venant d'Est-Sud-Est sont les vents dominants. Ceux qui viennent du Nord ou Nord-Ouest sont synonymes d'un changement de temps vers des jours plus ensoleillés. Les vitesses maximales de vent constatées n'ont cependant jamais dépassé 45 m/s.
L'île a par ailleurs été le théâtre de plusieurs cyclones tropicaux bien qu'ils n'y soient pas très fréquents car en grande partie affaiblis, comme avec le Cyclone Meena (en) de 2004 qui s'était beaucoup amoindri avant d'atteindre l'archipel. Il arrive cependant que de bien plus gros cyclones frappent l'île et y produisent de nombreux dégâts. Ainsi, le 5 février 2010, Tupuaʼi s'est trouvée sur le passage du cyclone Oli, ayant des vents en moyenne à 160 km/h (pointes à près de 220 km/h), qui a fait une victime. Il est même arrivé que l'îlot de sable (Motu One) disparaisse avant de se reformer par la suite.
Moyenne des relevés météorologiques sur Tupuaʼi :
| Mois                                       | Janv  | Fév   | Mars  | Avr   | Mai   | Juin  | Juil  | Août  | Sept  | Oct   | Nov   | Déc   | Année  |
| ------------------------------------------ | ----- | ----- | ----- | ----- | ----- | ----- | ----- | ----- | ----- | ----- | ----- | ----- | ------ |
| Températures maximales moyennes (°C)       | 27,8  | 28,3  | 28,5  | 27,5  | 25,8  | 24,4  | 23,7  | 23,5  | 23,9  | 24,5  | 25,7  | 26,8  | 25,87  |
| Températures minimales moyennes (°C)       | 22,8  | 23,3  | 23,0  | 22,1  | 20,4  | 18,5  | 18,1  | 18,0  | 18,0  | 18,9  | 20,3  | 21,5  | 20,41  |
| Températures moyennes (°C)                 | 25,3  | 25,8  | 25,75 | 24,8  | 23,1  | 21,45 | 20,9  | 20,75 | 20,95 | 21,7  | 23,0  | 24,05 | 23,14  |
| Moyennes mensuelles de précipitations (mm) | 199,2 | 175,3 | 176,3 | 174,2 | 137,5 | 107,8 | 144,9 | 148,7 | 98,7  | 120,1 | 121,8 | 187,7 | 149,35 |

| Mois                                        | jan.          | fév.         | mars         | avril         | mai           | juin          | jui.          | août          | sep.          | oct.          | nov.        | déc.         | année     |
| ------------------------------------------- | ------------- | ------------ | ------------ | ------------- | ------------- | ------------- | ------------- | ------------- | ------------- | ------------- | ----------- | ------------ | --------- |
| Température minimale moyenne (°C)           | 23,3          | 23,7         | 23,4         | 22,3          | 20,7          | 19            | 18,6          | 18,3          | 18,4          | 19,5          | 20,8        | 22           | 20,8      |
| Température moyenne (°C)                    | 25,7          | 26,2         | 26           | 24,9          | 23,2          | 21,7          | 21,2          | 21            | 21,1          | 22,1          | 23,4        | 24,5         | 23,4      |
| Température maximale moyenne (°C)           | 28            | 28,6         | 28,6         | 27,4          | 25,8          | 24,4          | 23,9          | 23,7          | 23,9          | 24,7          | 25,9        | 26,9         | 26        |
| Record de froid (°C) date du record         | 14,5 09.1951  | 15,5 18.1959 | 15,8 31.1980 | 14,6 29.1995  | 10 20.1949    | 10 26.1965    | 10 15.1982    | 9,2 31.1951   | 10,3 01.1981  | 10,7 02.1976  | 12 16.1982  | 14,3 22.1967 | 9,2 1951  |
| Record de chaleur (°C) date du record       | 32 25.1982    | 32 28.1951   | 32,7 25.1980 | 32,3 03.1978  | 32 07.1949    | 31 20.1950    | 30 08.1951    | 30 03.1948    | 29 25.1950    | 30 18.1964    | 30 03.1964  | 32 29.1951   | 32,7 1980 |
| Ensoleillement (h)                          |               |              | 204,9        | 175,6         | 158,6         | 141,6         | 165,5         | 165           |               |               | 199,9       | 177          |           |
| Précipitations (mm)                         | 194,4         | 192,4        | 176,3        | 165,3         | 153,3         | 119           | 136           | 133,4         | 104,8         | 116,5         | 133,9       | 200,4        | 1 825,7   |
| Record de pluie en 24 h (mm) date du record | 156,6 31.1987 | 210 23.2019  | 187 04.2020  | 191,2 23.1999 | 123,7 10.1975 | 164,1 08.1991 | 171,8 15.1954 | 187,6 27.2015 | 142,2 18.1998 | 137,5 24.1949 | 210 03.2020 | 260 15.2018  | 260 2018  |
| Nombre de jours avec précipitations         | 13,2          | 12,9         | 13,3         | 12,5          | 12,4          | 11,4          | 11,2          | 11,3          | 9,6           | 9,9           | 10,2        | 13,2         | 141,1     |
| Nombre de jours d'orage                     | 1,8           | 1,7          | 2,1          | 2             | 1,3           | 1,2           | 0,7           | 0,5           | 0,6           | 1,2           | 1,3         | 1,2          | 15,3      |

| Diagramme climatique                                  |               |               |               |               |           |             |               |               |               |               |             |
| J                                                     | F             | M             | A             | M             | J         | J           | A             | S             | O             | N             | D           |
| 2823,3194,4                                           | 28,623,7192,4 | 28,623,4176,3 | 27,422,3165,3 | 25,820,7153,3 | 24,419119 | 23,918,6136 | 23,718,3133,4 | 23,918,4104,8 | 24,719,5116,5 | 25,920,8133,9 | 26,922200,4 |
| Moyennes : • Temp. maxi et mini °C • Précipitation mm |               |               |               |               |           |             |               |               |               |               |             |

## Histoire

### Peuplement polynésien
Plusieurs fouilles archéologiques successives ont été effectuées sur la côte nord de Tubuai. Elles ont été dirigées par Mark Eddowes (CPSH), Éric Conte (université de la Polynésie française), et plus récemment par Robert Bollt (université d'Hawaï à Mānoa). Des datations par le carbone 14 effectuées en 2012 à partir de charbons recueillis dans les niveaux les plus anciens du site ont un âge de 686 à 921 ans et 678 à 769 ans, soit entre l'an 1146 +/- 117 ans et l'an 1226 +/- 45 ans. Ce sont les dates les plus anciennes obtenues à ce jour pour l'occupation humaine la plus ancienne de l'archipel.

### Découverte par les Européens
La première mention de l'atoll par un Européen a été faite par le marin anglais Samuel Wallis en 1767. C'est en 1777 que James Cook débarque sur l'île lors de son troisième voyage austral et lui donne le nom de Toubouaï. À son arrivée, plusieurs pirogues approchent du navire (le Resolution), le capitaine reconnaît alors des similarités dans leur langage avec le tahitien. Cook ne s'attardera pas sur l'île, il reconnaîtra juste quelques avantages pour des navigateurs de passage en raison d'une végétation luxuriante mais précise qu'elle est inapte au mouillage en raison d'une grande barrière de corail.

#### Mutinerie du Bounty
C'est pour ces raisons que les mutins du Bounty s'y réfugièrent, ils évitaient ainsi d'être découverts. James Morrison, second maître à bord du Bounty, a transmis le plus de détails sur l'île dans son journal. Il y raconte leur arrivée dans l'après-midi du 29 mai 1789 dans la baie de la plage du Tāvana qui sera par la suite des événements surnommée la baie Sanglante (Bloody Bay). Il décrit tout ce qui s'est passé dans les deux jours suivants alors que l'équipage était resté sur le bateau. D'abord, celui qu'il décrit comme un chef monta à bord, le capitaine Fletcher Christian lui, fit quelques cadeaux puis le chef retourna à terre. Le lendemain, ceux qu'il appelle « indigènes » firent embarquer sur une pirogue plusieurs femmes qui montèrent ensuite à bord du Bounty, sans doute pour détourner l'attention des matelots, tandis que 50 pirogues chargées d'hommes commençaient à entourer le navire. Les mutins le remarquèrent et comprirent le piège, les Tahitiens comprenant que les matelots étaient sur leurs gardes ne firent aucune tentative. L'équipage du Bounty fit alors quelques offrandes aux femmes mais les hommes qui les avaient suivies à bord tentèrent de voler tout ce qui leur passait sous la main. Lorsque ceux-ci revinrent à leur pirogue, les hommes sur les autres pirogues brandirent leurs armes. Se sentant menacé, l'équipage tira un coup de mousquet et un coup de canon. Les Tahitiens s'enfuirent alors. Les marins voulurent rejoindre la côte avec des embarcations mais ils reçurent des jets de pierre. Ils ripostèrent alors avec leurs mousquets et 12 Tahitiens furent tués. C'est depuis ce massacre que la baie a été surnommée la Baie Sanglante (Bloody Bay).

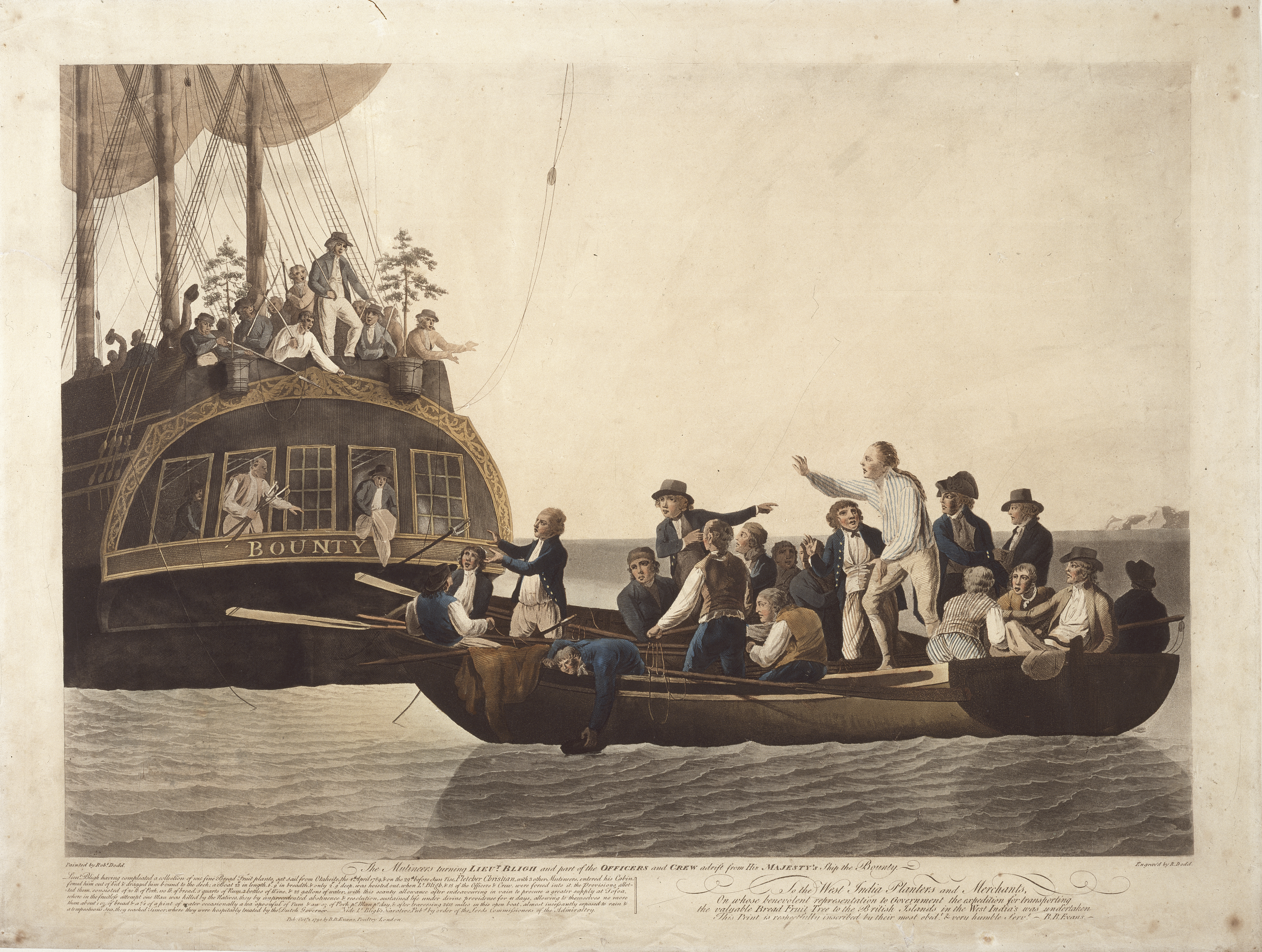
Les mutins du Bounty

Le Bounty retourna alors à Tahiti pour un approvisionnement puis revint à Tupu'ai le 23 juin 1789. Ils y amenèrent plusieurs animaux et furent accueillis par Tamatoa, le chef de To'erauetoru (aujourd'hui Mata'ura). Cette fois-ci l'accueil fut parfait. Mais quelques désaccords régnaient quant à l'installation des mutins. Fletcher Christian voulant s'installer à Nati'eva (aujourd'hui Ta'ahuaia). Finalement, ils s'y installèrent et les mutins y construisirent le « Fort George »,, nommé en l'honneur du roi George III d'Angleterre. Il a la forme traditionnelle du fort colonial anglais, en bois. L'équipage fit débarquer une partie du bétail qui terrifia les habitants, le reste fut débarqué sur les îlots (les motu en tahitien). Le fort était gigantesque pour l'île, d'environ cent mètres de longueur sur autant de largeur, doté d'un pont-levis et d'un fossé.
Mais des tensions régnaient avec les insulaires et une violente bataille éclata dans laquelle 66 d'entre eux laissèrent la vie. À la suite de ces événements, les mutins quittèrent l'île le 17 septembre 1789 pour revenir à Tahiti. Ils y laissèrent les animaux qu'ils avaient amenés. Seize des mutins dont James Morrison (qui refera une description plus détaillée de l'île) restèrent à Tahiti, les autres se rendirent sur l'île de Pitcairn où ils restèrent définitivement.
Après le Bounty, ce n'est qu'en 1820 qu'arriveront d'autres Européens, les missionnaires de la LMS, en 1844, les mormons et en 1873, l'église Sanito (Communauté du Christ). Les premières conversions au protestantisme se feront autour de 1824, l'Église mormone rassemblera quant à elle près de 600 adhérents en moins de quatre mois. En revanche les premiers missionnaires catholiques n'arriveront qu'en 1909 d'où un faible impact de cette religion dans l'île.

### Annexion par la France
Alors que Tubuai est sous la souveraineté du roi Pōmare II depuis 1819 – à la suite d'un voyage dans les Australes – l'île est incluse dans le protectorat français de Tahiti établi en 1842 grâce aux efforts de Jacques-Antoine Moerenhout qui s'y arrêta du 2 au 25 mai 1830 et en fit un constat de désolation. S'ensuivit la même évolution politique que pour le reste de la Polynésie française. Ainsi l'état-civil fut instauré en 1874 et la citoyenneté française fut accordée en 1880.
Le lieutenant de vaisseau Rey s'y rend en 1892 pour une mission et entend dire par le gendarme de l'île que la fête du 14 juillet n'est pas bien respectée et accuse le pasteur Sanito. Durant son escale, il assiste à une fête et ne remarque que les chants en reo tupu'ai, la langue polynésienne locale, qui lui font déplorer « le peu de progrès de la langue française ». En 1895, le gendarme Muller fait un constat démographique, la population était de 430 habitants avec une centaine de chevaux pour le déplacement. Enfin, dernière personne à s'y être vraiment intéressée, Noël Ilari décrivit les mœurs de l'île de 1935 à 1963 dans son livre Journal d'un Popa'a farani. Il relate en particulier le changement de la vie locale avec l'arrivée de la monnaie ou le changement de la mode vestimentaire.

## Démographie
Le nombre d'habitants sur l'île à sa découverte en 1777 a été estimé à environ 3 000 pour finir à l'arrivée des mormons en 1844 autour de 300. Ce phénomène, commun à la plupart des îles océaniques, est dû à l'arrivée de nouvelles maladies et de changements radicaux dans les mœurs. L'arrivée successive de nouveaux Européens n'enraya pas le phénomène qui perdura jusqu'à atteindre un niveau déploré par diverses personnalités comme Jacques-Antoine Moerenhout. L'alcool, les maladies, en particulier le diabète, les émigrations, forcées comme pour l'exploitation du guano au Pérou, ou volontaires pour aller travailler à l'exploitation du phosphate sur Makatea.
Plus récemment, la population a fortement augmenté grâce aux progrès sociaux et à un isolement toujours amoindri par les liaisons régulières maritimes et aériennes. Ainsi, depuis les années 1990, la population s'est stabilisée autour de 2 000 habitants.
Évolution de la population de Tupu'ai, depuis sa découverte :
| Villages  | 1777 (découverte) | 1820        | 1887 | 1895 | 1977 | 1983 | 1988 | 1996 | 2007 |
| --------- | ----------------- | ----------- | ---- | ---- | ---- | ---- | ---- | ---- | ---- |
| Tupu'ai   | environ 3000      | environ 300 | 397  | 430  | 1419 | 1741 | 1846 | 2049 | 2050 |
| Mataʼura  |                   |             |      |      |      |      | 868  |      | 954  |
| Taʼahuaia |                   |             |      |      |      |      | 558  |      | 552  |
| Māhū      |                   |             |      |      |      |      | 420  |      | 544  |

## Faune et flore

### Flore
La flore de l'île est abondante mais peu variée. Se retrouve en premier lieu la flore typique tropicale avec des cocotiers, des bananiers, des « aitos » ou des pandanus, servant pour l'artisanat.
Les fleurs sont elles aussi typiques de la Polynésie : tiaré Tahiti, hibiscus, anthuriums ou même lys qui sont d'ailleurs cultivés pour être revendus.
Le premier végétal apparu sur l'île serait vraisemblablement un lichen. On trouve par ailleurs beaucoup de plantes rampantes, notamment le pourpier ou des plantes grasses comme la fougère arborescente. Une grande partie de la flore est utilisée pour l'agriculture : pomme de terre, carottes et produits apparus plus tôt comme le taro, la patate douce, l'uru, la noix de coco ou le manioc.

### Faune

#### Faune terrestre
La faune terrestre est pauvre dans l'ensemble hormis pour les oiseaux. On ne trouve en effet que des animaux domestiques amenés par les étrangers, souvent en réserve pour les goélettes de passage. On trouve ainsi essentiellement des chevaux, bovins, poules, chèvres ou chiens.
Les oiseaux sont en revanche bien plus nombreux ; on trouve ainsi des pétrels, tourterelles, aigrettes des récifs, frégates mais aussi des sternes blanches un peu plus rares. On peut aussi observer des goélands ou des albatros. Ce phénomène de grand développement des oiseaux est assez fréquent dans les îles préservées. Les îles Maria ou Marotiri sont connues pour cela, du fait qu'elles sont totalement inhabitées.

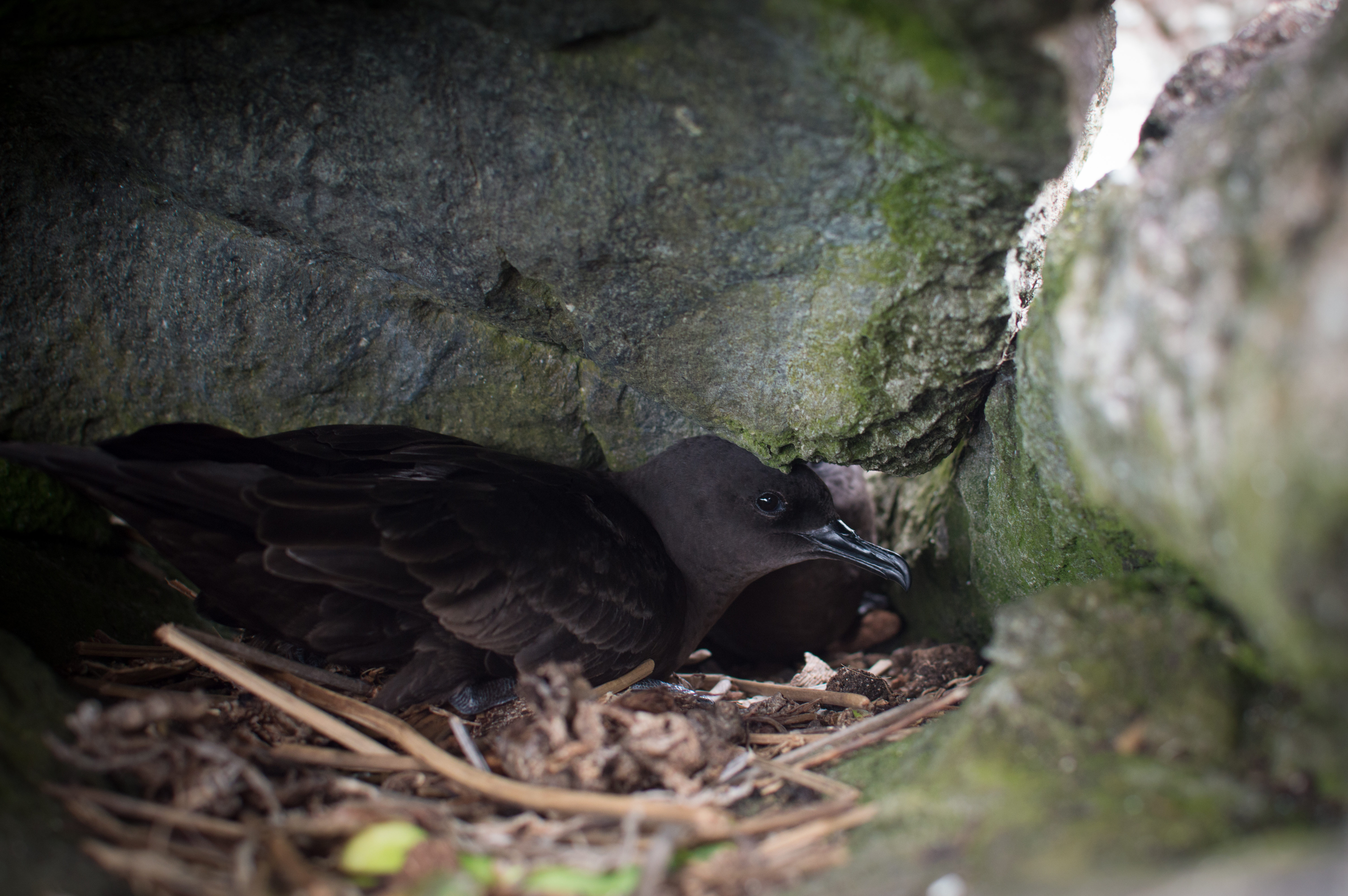
Pétrel de Bulwer
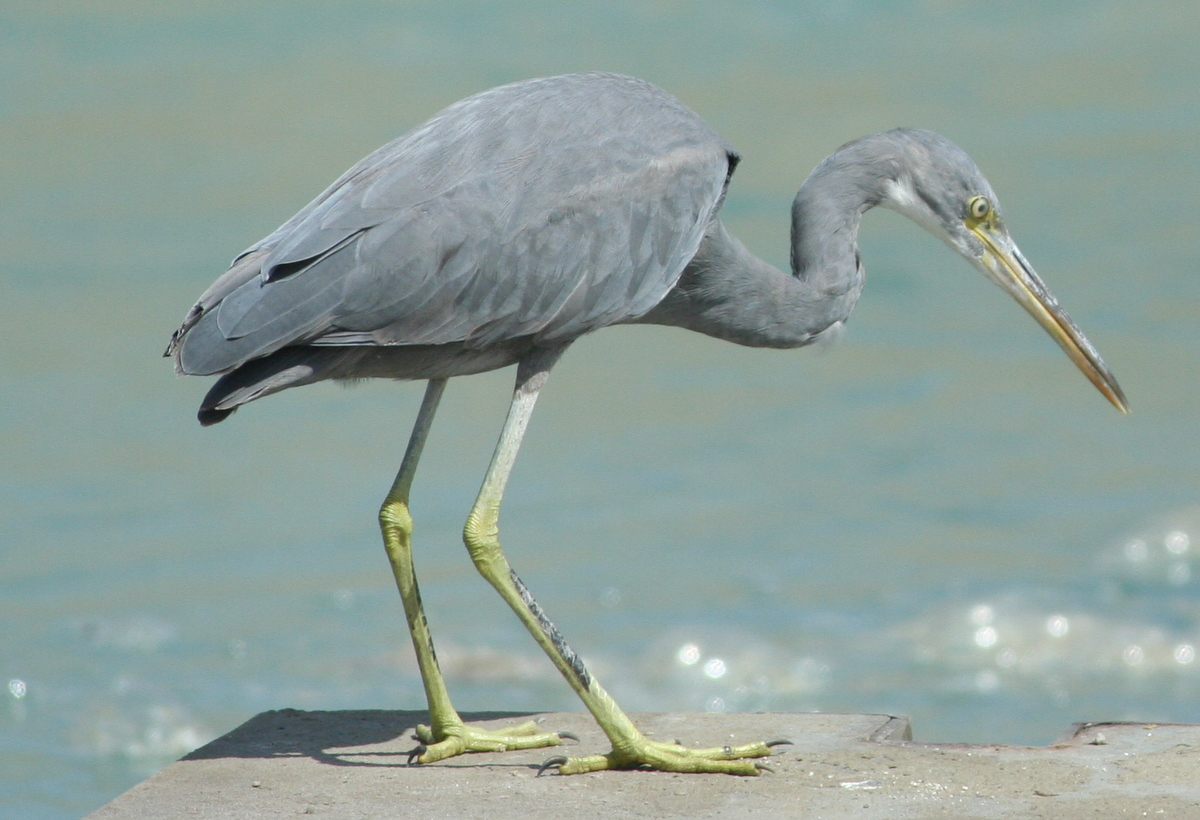
aigrette des récifs

#### Faune marine
Contrairement à la faune terrestre, la faune sous-marine est bien plus riche. La limpidité et la préservation du lagon y sont pour une grande partie. Le récif corallien, non touché par le blanchiment, abrite de nombreuses espèces, les plus visibles étant certainement les bénitiers.
Les poissons sont très nombreux, se réfugiant dans le récif où les anémones de mer existent en grande variété : poissons perroquet, mérous (oualioua), Acanthuridae (poissons chirurgien), poissons chat, poissons volant, poissons globe, mais aussi murènes, raies ou en haute mer thons, thazards, mahi-mahi. Plus rarement, on trouve des rascasses volantes ou des poissons trompette.
Quelques baleines à bosse passent même périodiquement par l'île pour se reproduire.
Mais aussi, plus dangereux, des poissons pierre ou des requins, même si tous ne le sont pas réellement (comme le requin citron).
On trouve également diverses autres espèces marines comme les concombres de mer (de type Holothuria leucospilota) ou des poulpes. Les crustacés sont eux aussi abondants avec des langoustes, crabes et cigales de mer.

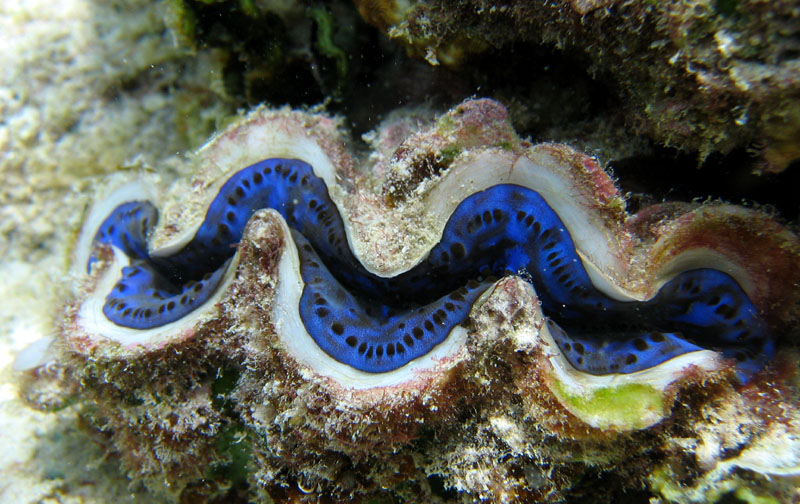
Bénitier
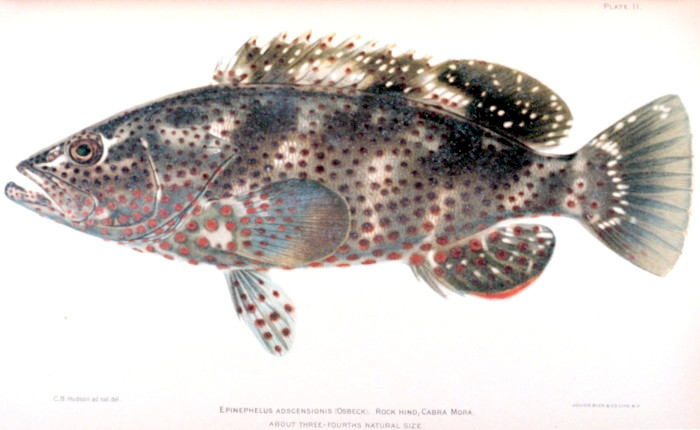
Mérou oualioua
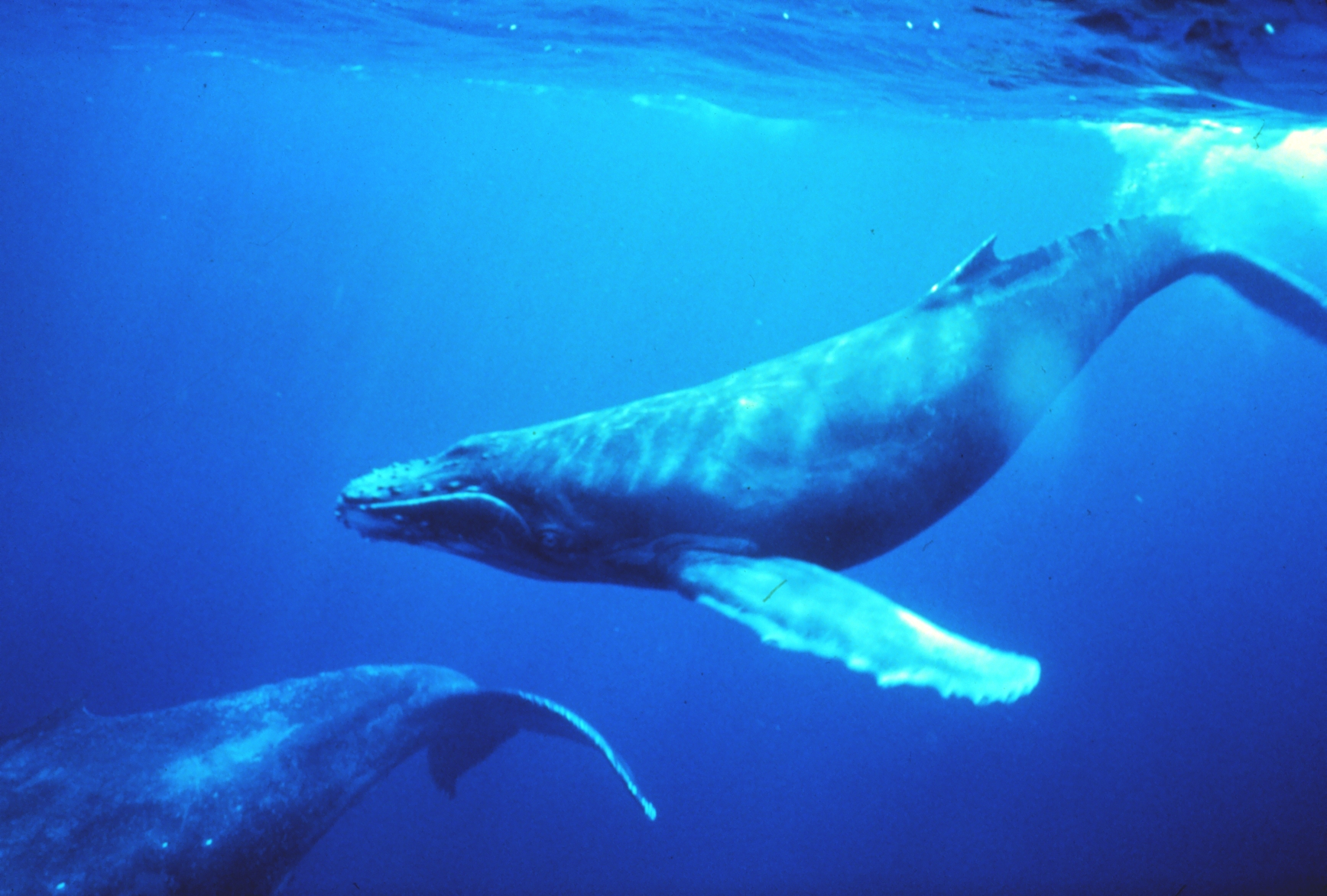
Baleine à bosse
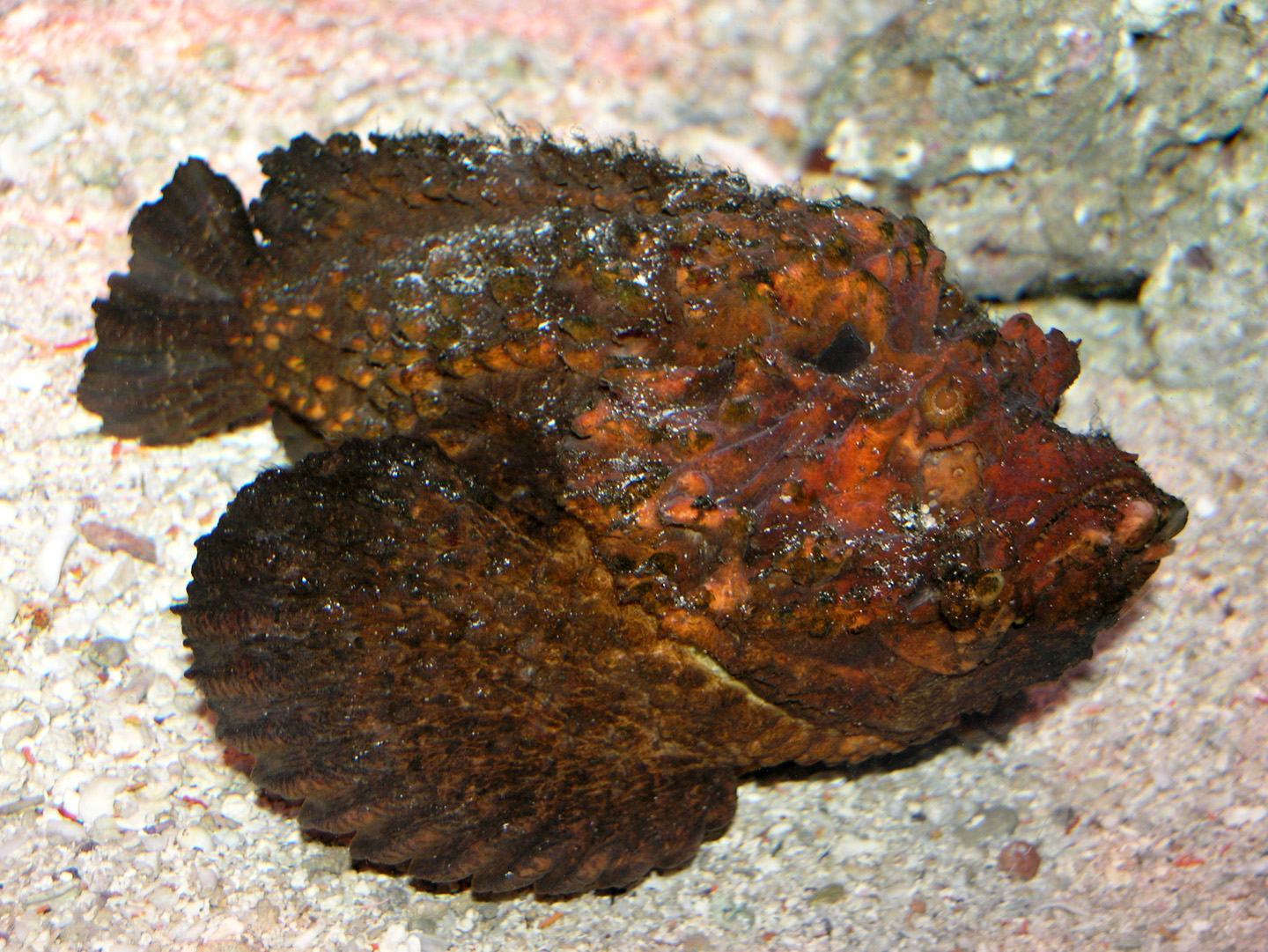
Poisson pierre
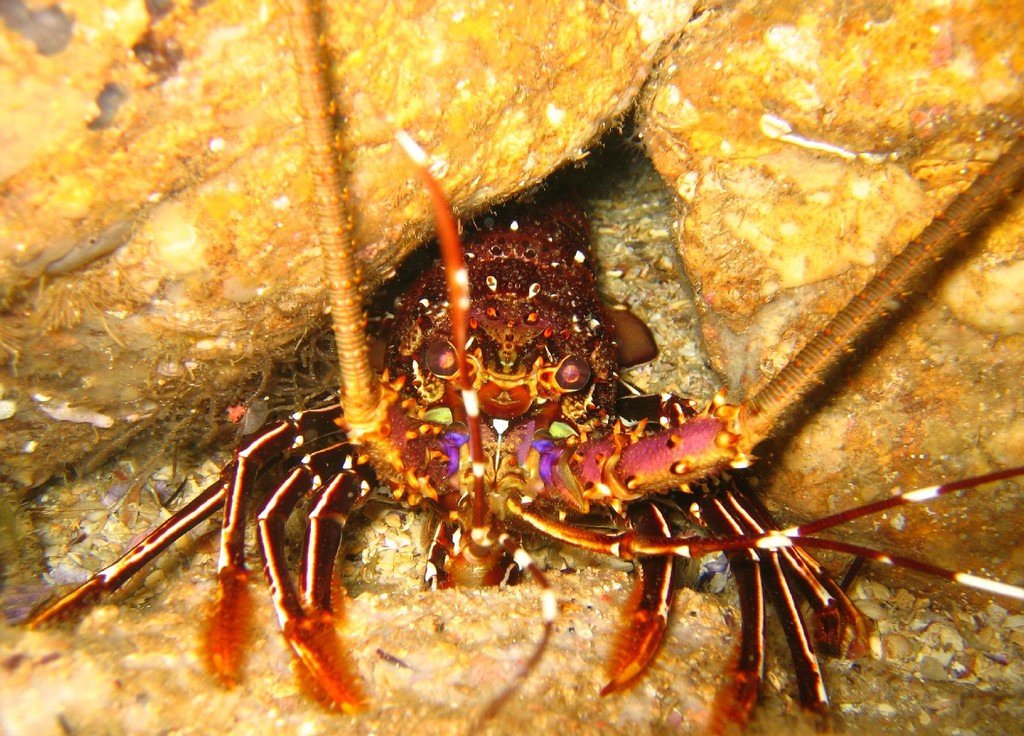
Langouste
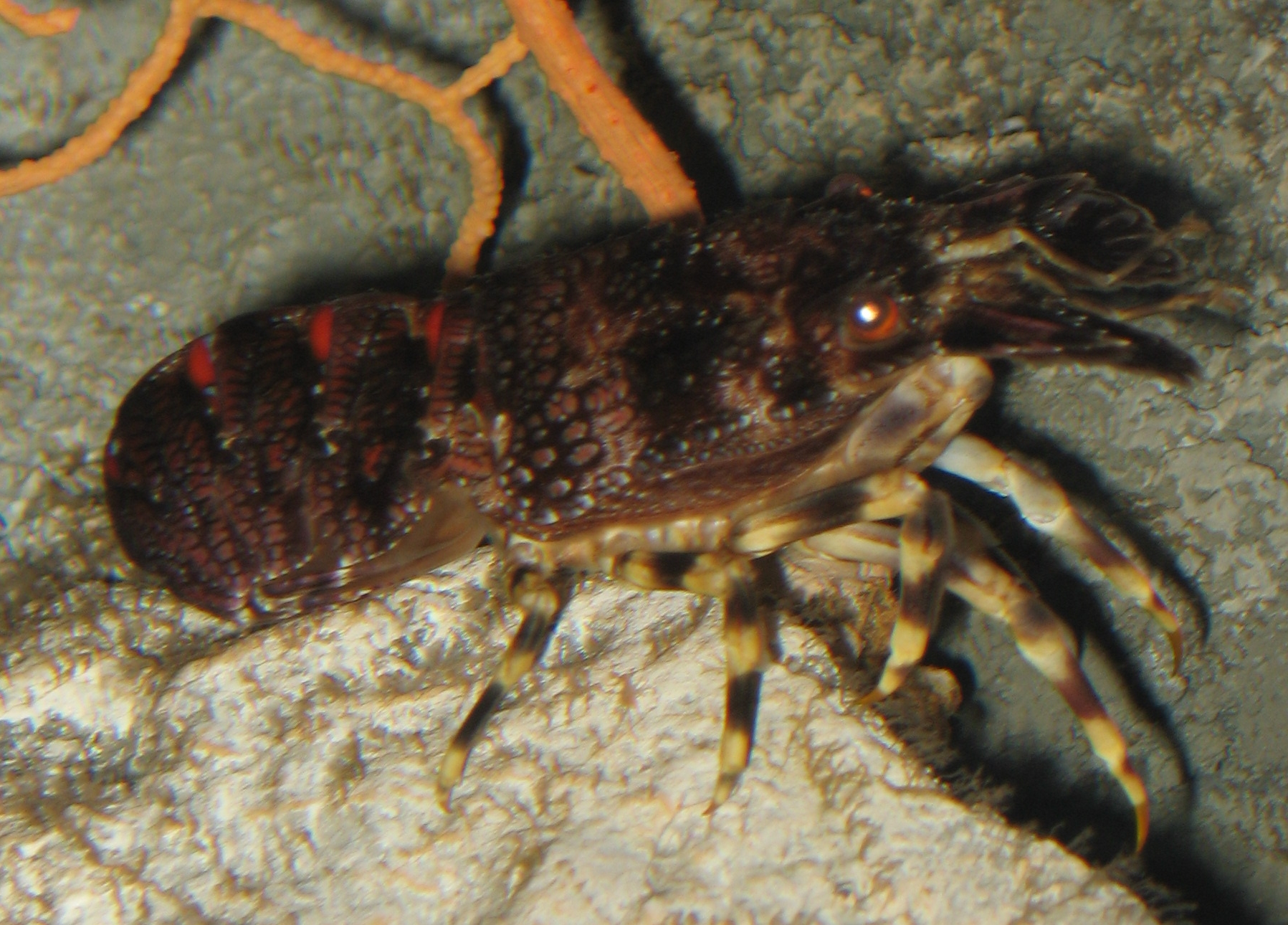
Cigale de mer
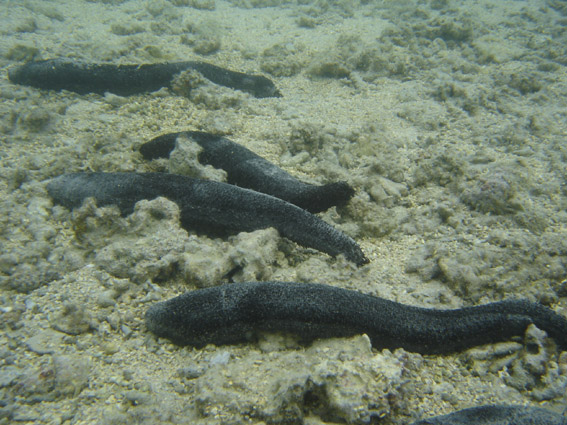
Concombre de mer
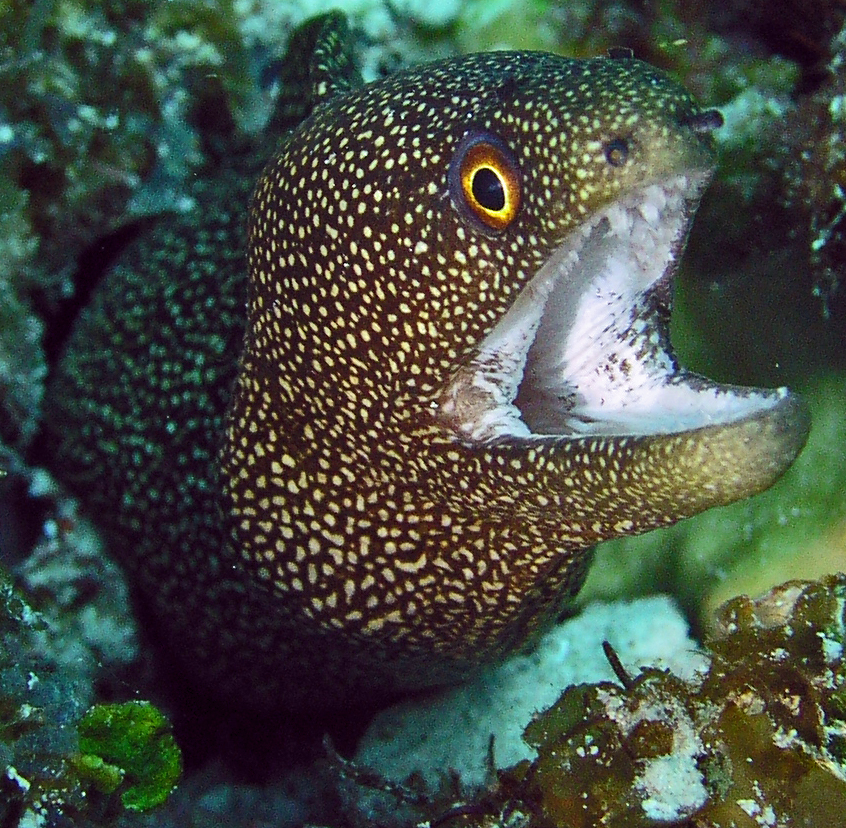
Murène
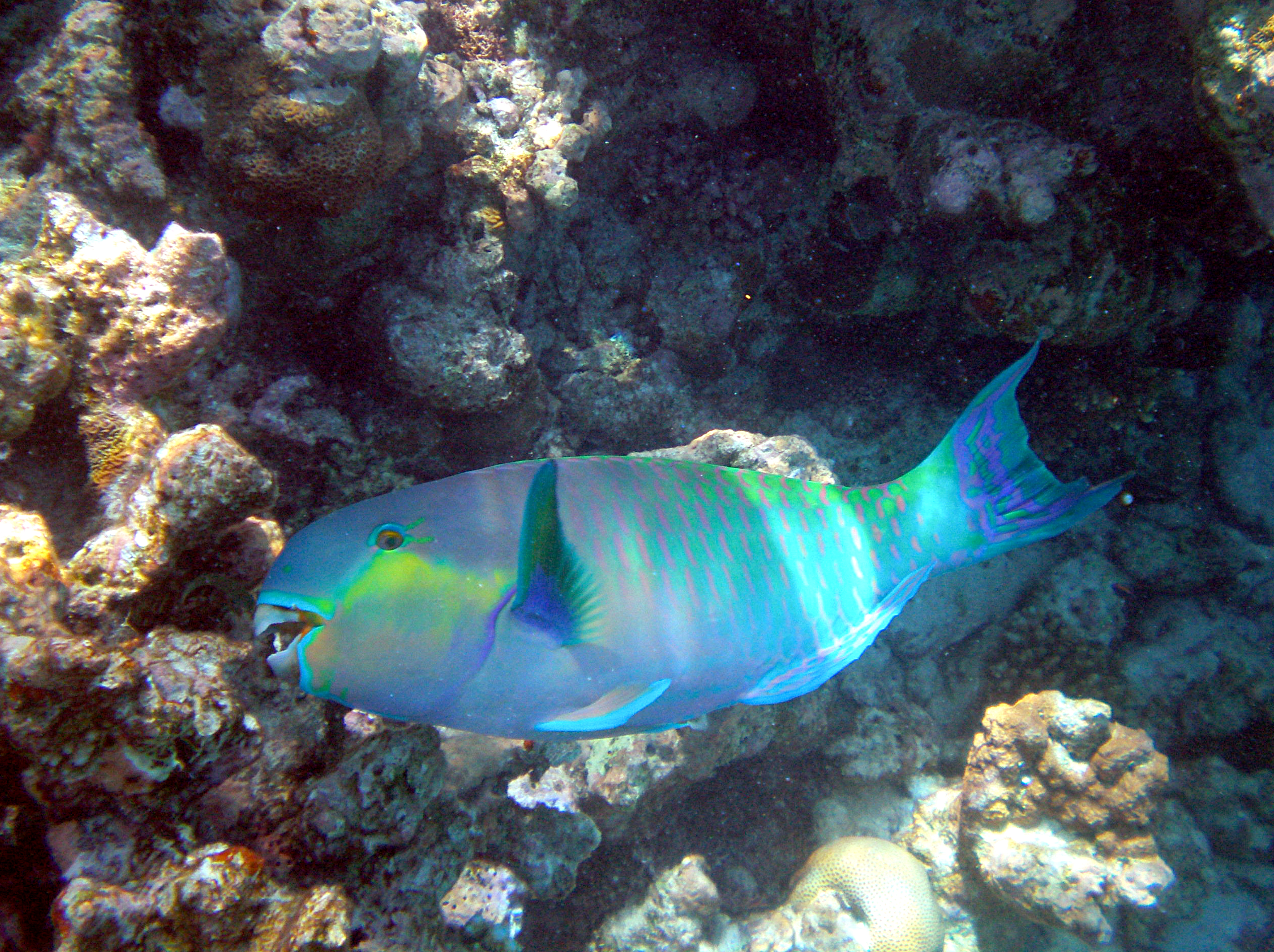
Poisson perroquet
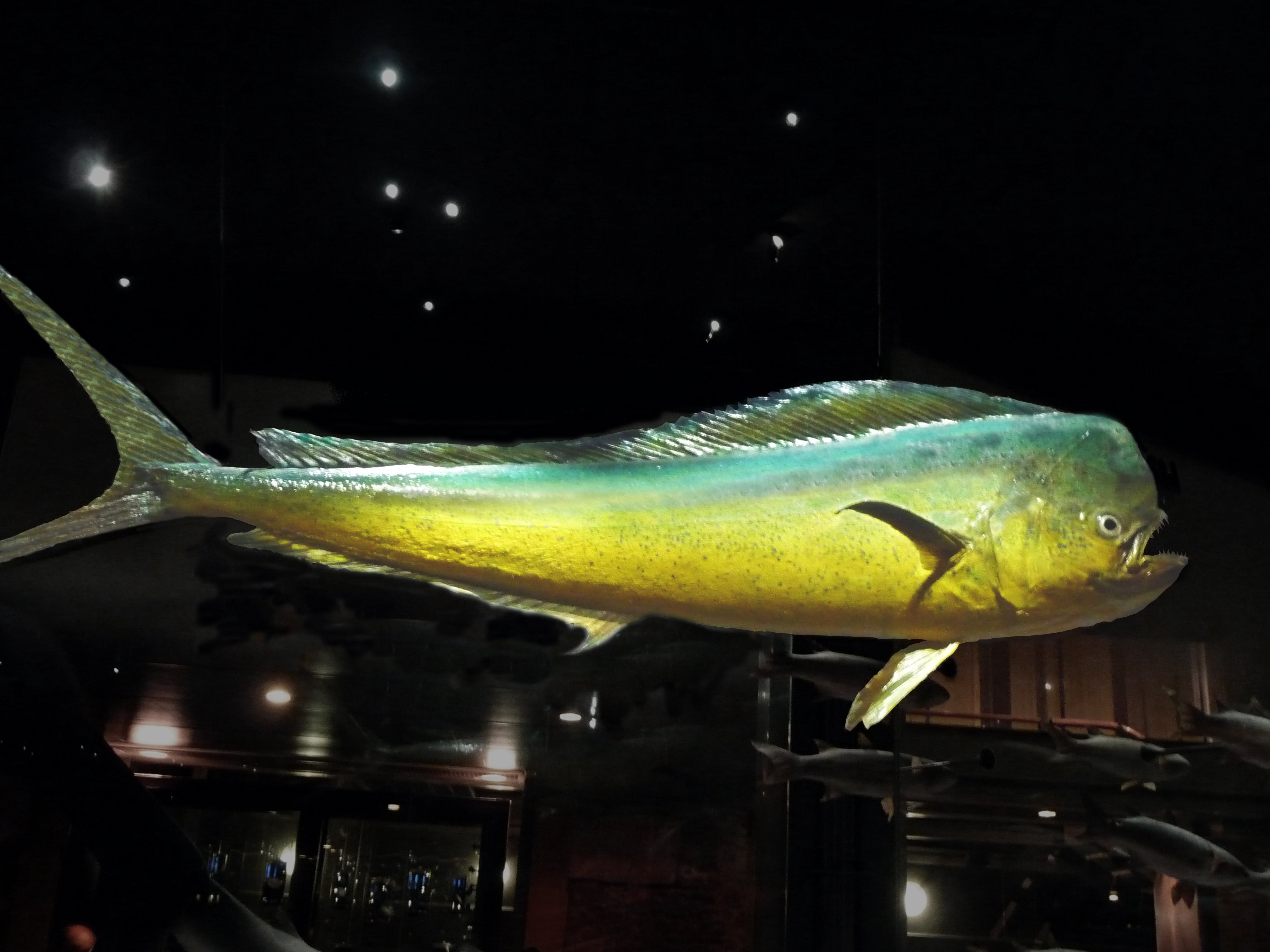
Mahi-mahi
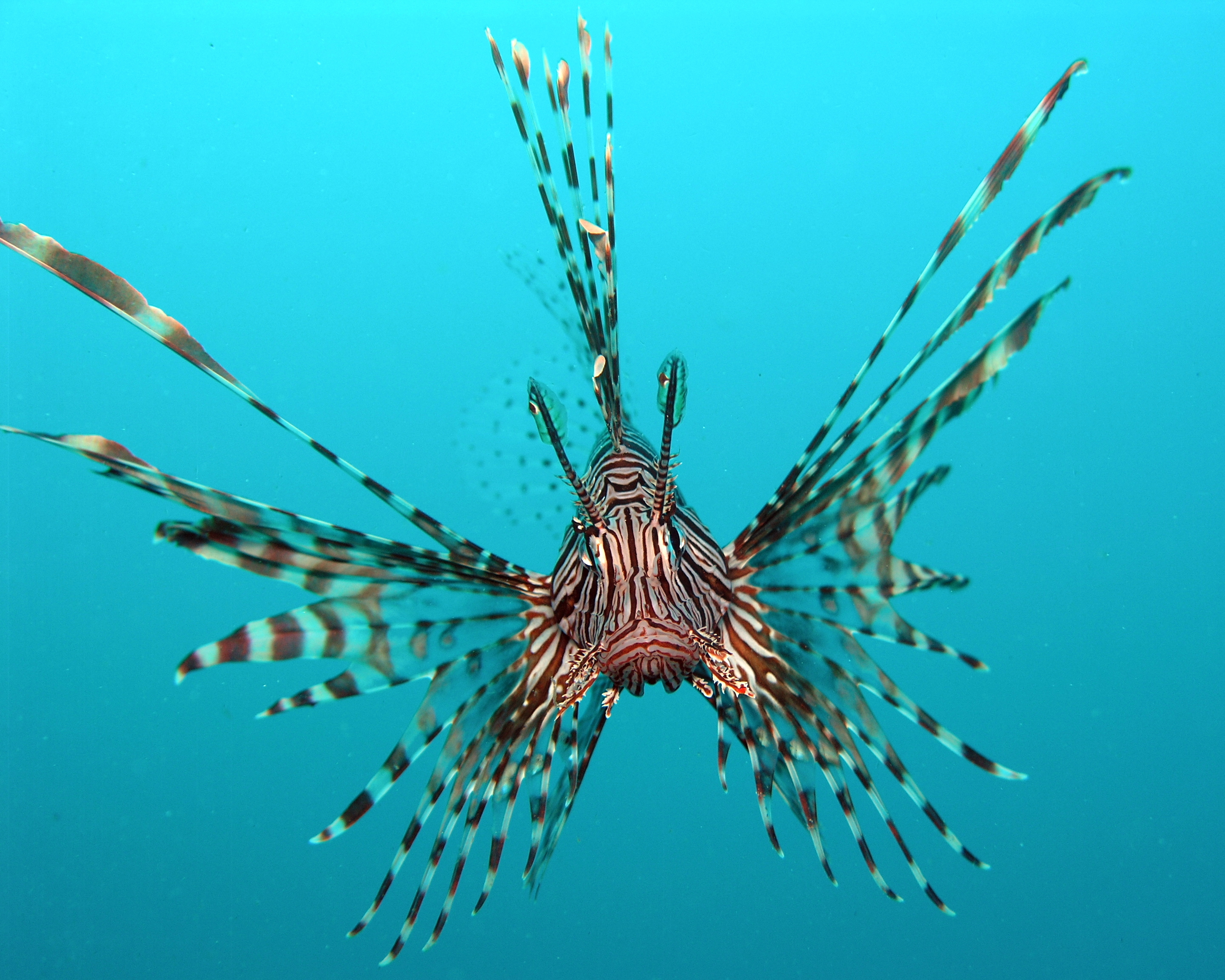
Rascasse volante
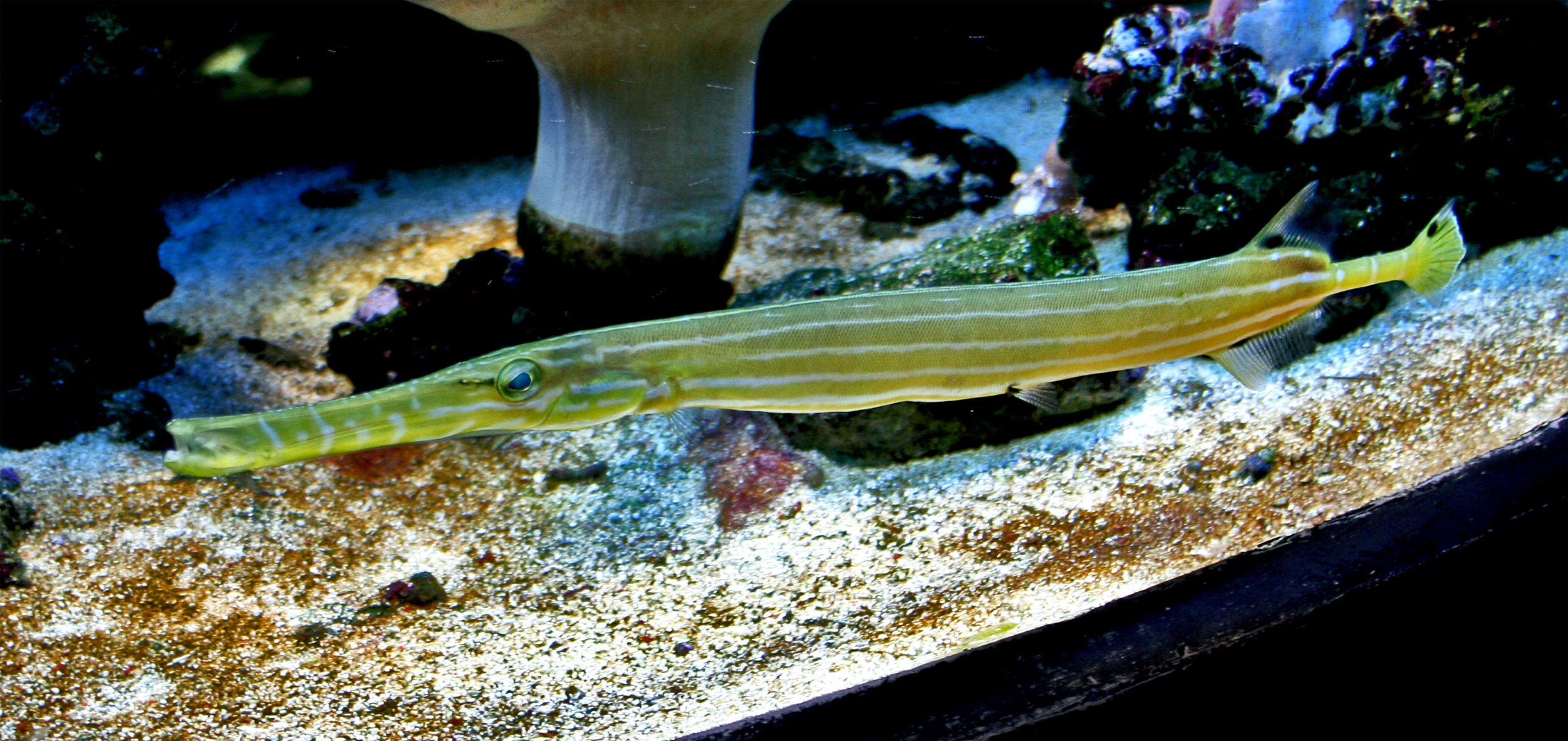
Poisson trompette

## Économie

### Secteur primaire
L'économie de l'île est très peu développée, essentiellement locale, et principalement portée sur l'agriculture de type maraichère. Le climat est en effet plus favorable aux îles Australes car plus tempéré, la terre fertile et les terrains plats, les précipitations abondantes avec un bon ensoleillement. La production est donc importante voire excédentaire certaines années. Mais l'île souffre d'un éloignement qui rend difficile la concurrence avec la production agricole de Tahiti. L'île produit principalement de la pomme de terre, qui est d'ailleurs assez réputée, des carottes mais aussi des produits plus locaux comme le taro, la patate douce, la noix de coco ou le manioc. D'autres types de culture sont pratiqués, notamment le lys qui a un certain succès.
La production agricole est gérée par diverses sociétés dont la SDAP qui est l'une des plus grosses. Celle-ci s'occupe aussi de la pêche, autre activité économique mais cette fois-ci sans exportations du fait d'une rentabilité bien trop faible face à la concurrence de la Polynésie française dans sa globalité.

### Artisanat et secteur secondaire
L'artisanat des îles Australes est aussi particulièrement apprécié, notamment le tressage qui est le plus réputé de Polynésie pour sa finesse exceptionnelle et l'attention apportée à chaque réalisation. Des tifaifais, sortes de couvertures et draps aux motifs polynésiens, sont aussi cousus et vendus. Mais là-aussi les limites sont vite senties car la demande pour ce genre d'article est plutôt faible. La plupart des ventes se font ainsi sur l'île avec le passage des touristes.

### Tourisme

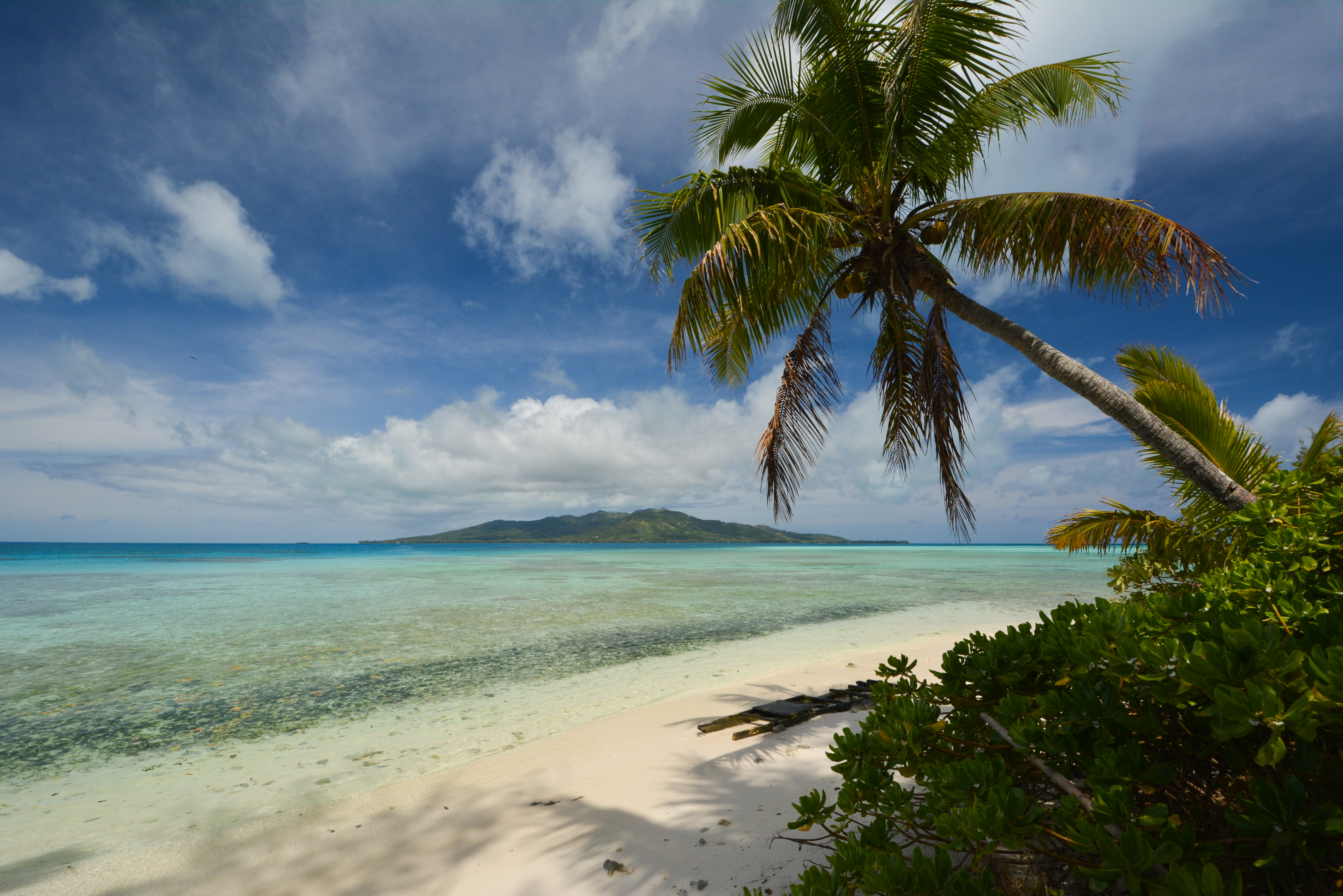
Tubuai depuis le motu Mitiha

Tupuaʼi possède un aérodrome et est desservie par un avion (Air Tahiti de type ATR 72) de manière régulière au moins deux fois par semaine. Il accueille, en moyenne, environ 600 vols et 20 000 passagers par an, dont un quart en transit.
Un petit navire cargo à fond plat, le Tuha'a Pae II, fait la jonction entre Tupuaʼi, les autres îles Australes et Tahiti une fois par mois. De fait, le tourisme n'est pas très important sur l'île, et seules quelques pensions y sont consacrées. Les principaux centres d'intérêt se trouvent en mer avec les fonds marins, les plages et les îlots ou sur l'île avec les diverses randonnées possibles.

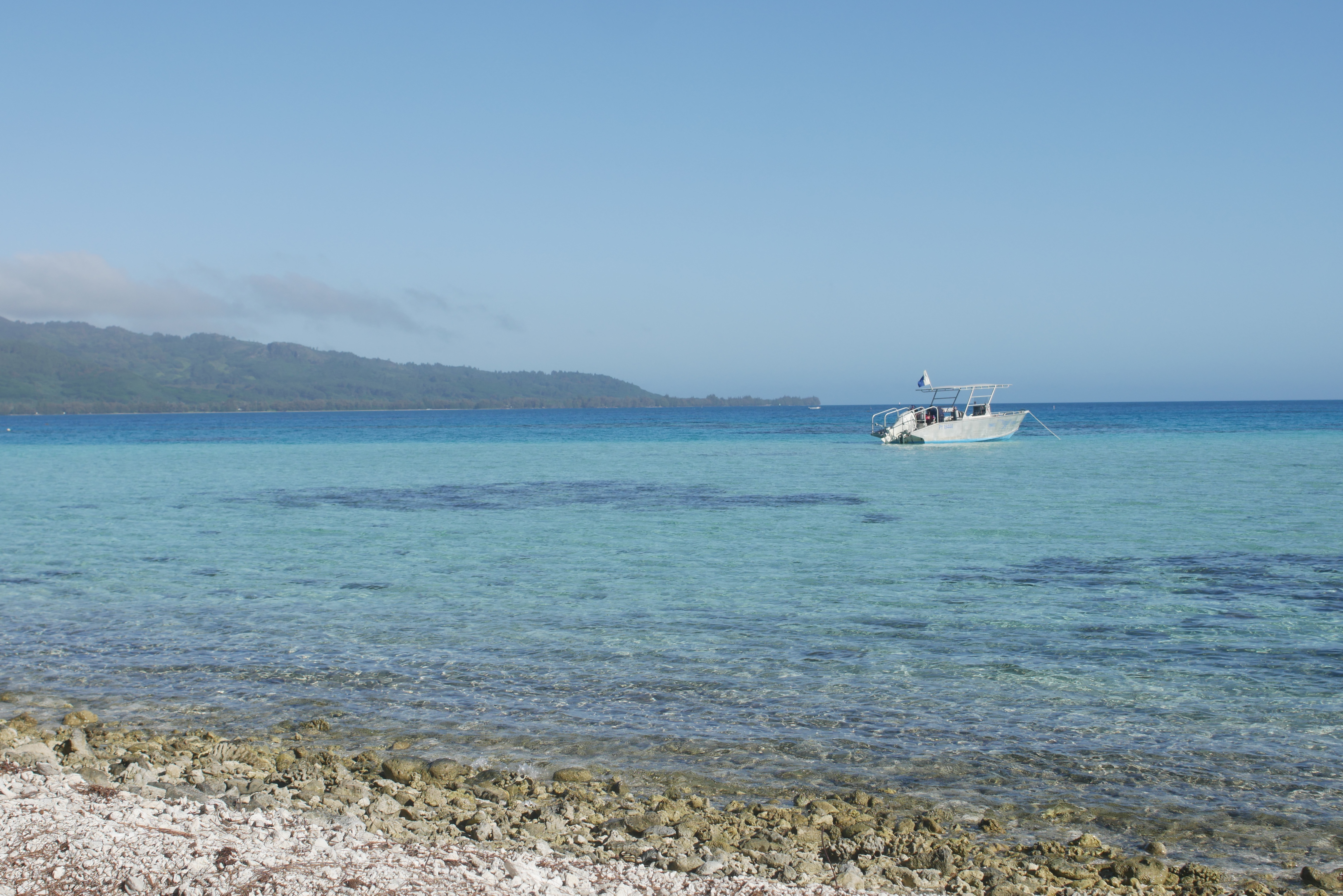
Bateau arrêté à un spot de plongée

Tupu'ai, comme l'île de Rurutu, voit passer des baleines de juillet à octobre mais en plus faible quantité. Elle est de ce fait moins connue pour cela que « l'île aux baleines ». Par ailleurs, on y trouve des fonds sous-marins coralliens sur lesquels on peut faire de la plongée sous-marine. Ceux-ci sont riches et variés grâce à une large barrière de corail qui abrite une faune et une flore sous-marine tropicale très diverse car très préservée de la pollution.
La pratique du surf est cependant très limitée par les récifs qui ne forment pas de grosses vagues mais qui, surtout, représentent un très grand danger par leur quasi-émergence à la surface de l'eau. De plus aucun endroit de l'île ne propose de vagues suffisamment grosses mis à part les récifs du large, ce qui représente un danger vis-à-vis du courant parfois très fort et de la proximité, pour les bateaux, du récif.
D'autre part, l'île est entourée de quatre principaux îlots, motu en tahitien : Motu One, Motu Toena, Motu Tāpapatava'e et Motu Mitihā reposant sur la barrière de corail. Ils sont tous boisés sauf un qui est uniquement constitué de sable (Motu One, one signifiant sable en tahitien). Ce dernier a déjà disparu au cours du temps à cause des cyclones tropicaux mais est réapparu. L'île est aussi bordée de toutes parts par la plage même s'il n'est pas possible de se baigner partout en raison du corail, la plage la plus connue restant celle du Tāvana (Bloody Bay).
La randonnée peut aussi se pratiquer sur l'île avec deux principaux centres d'intérêt, le mont Taita'a qui domine l'île et l'ensemble de montagnes surnommées l'homme couché, en raison de sa forme de moai visible sur certains points de l'île et sur les îlots. Sur ces deux points peut s'observer une vue dégagée sur le lagon. Leur montée s'effectue généralement en véhicules tous-terrains, puis l'excursion se poursuit à pied par de petits sentiers entourés d'une végétation luxuriante.
Une route traversière depuis Mata'ura, chef-lieu au nord jusqu'à Māhū au sud, permet de découvrir les paysages champêtres près de l'intérieur de l'île. La route côtière épousant les courbes régulières du littoral offre une vue sur les petits motu du lagon oriental peu profond, tandis qu'elle longe les plus belles plages côté occidental. Elle mesure 27 km.
Un des faits les moins connus : Tupu'ai possède un grand nombre de marae (lieux de culte polynésien). La plupart sont laissés à l'abandon. D'autres, à l'instar du « marae tatouage », sont entretenus et peuvent être visités. Près du village de Māhū se trouve également l'ermitage Sainte-Hélène, flanqué du monument funéraire d'un ancien président de l'assemblée territoriale polynésienne, Noël Ilari, qui fonda la résidence.
Le Fort George, dressé sur la côte nord-est de l'île par les mutins du Bounty sous le commandement de Fletcher Christian en 1789, est aujourd'hui un site historique privé, qui appartient à Anna Tetauru. 